# Зутервауде-Дорп
Зутерва́уде-Дорп (нід. Zoeterwoude-Dorp) — місто у провінції Південна Голландія, Нідерланди. Підпорядковується муніципалітету Зутервауде і є його адміністративним центром.

## Опис
Місто Зутервауде-Дорп розташоване за 6 км на південь від Лейдена. По його західній околиці проходить автошлях N206, що з'єднує міста Зутермер і Лейден.
Зутервауде-Дорп розділений на три райони:
- Бургемеестерсвейк (нід. Burgemeesterswijk);
- Блуменвейде (нід. Bloemenweide);
- Вогельвейде (нід. Vogelweide).

На півдні місто межує з іншим суб'єктом муніципалітету Зутервауде — селом Зейдбюрт.
Також у південній частині міста розташована лікарня для розумово і психічно хворих Swetterhage.
Автобусна лінія № 400 сполучає Зутервауде-Дорп із сусідніми містами Зутермер, Стомпвейк і Лейден.

## Пам'ятки історії та архітектури
У місті нараховується 12 пам'яток, внесених до Державного реєстру пам'яток історії та архітектури:
- церква св. Лаврентія (нід. Laurentiuskerk) із дзвіницею, остання чверть XV століття (відповідно № 41035 і № 41034 Реєстру)
- житловий будинок XVIII століття (№ 41036)
- будинок старої верфі, XVIII століття (№ 41037)
- ферма «Bijdorp», XVII століття (№ 41038)
- маєток «Oud Raadwijk», перша половина XIX століття (№ 41041)
- дві ферми XVII століття (№ 41042 і № 41043)
- ферма першої половини XIX століття (№ 41044)
- будинок мельника, XIX століття (№ 41059)
- ферма «Christina's hoeve», XVII століття (№ 41060)
- вітряк Zelden van Passe, приблизно XVII століття (№ 41061)

## Галерея

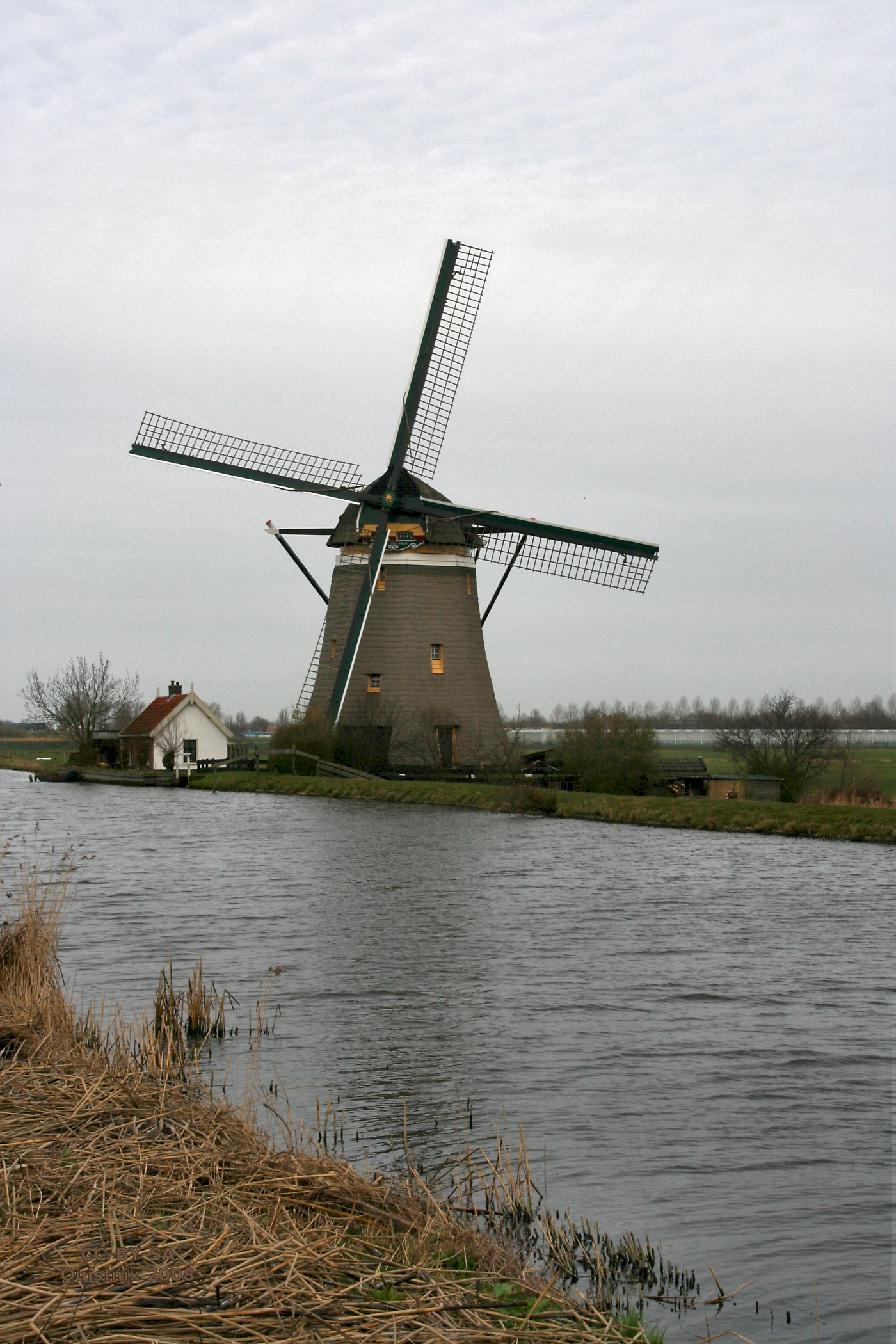
вітряк Zelden van Passe
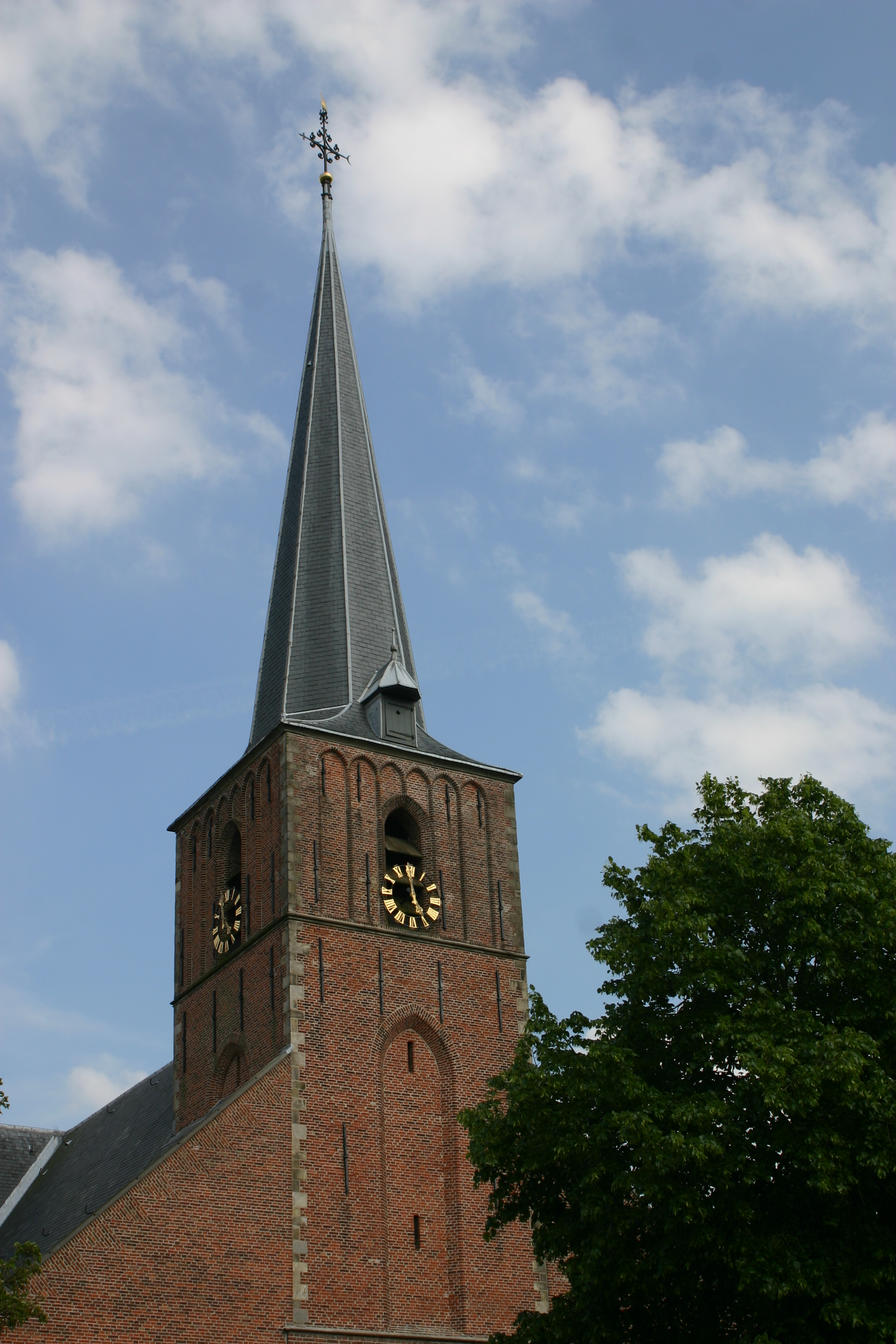
церква св. Лаврентія
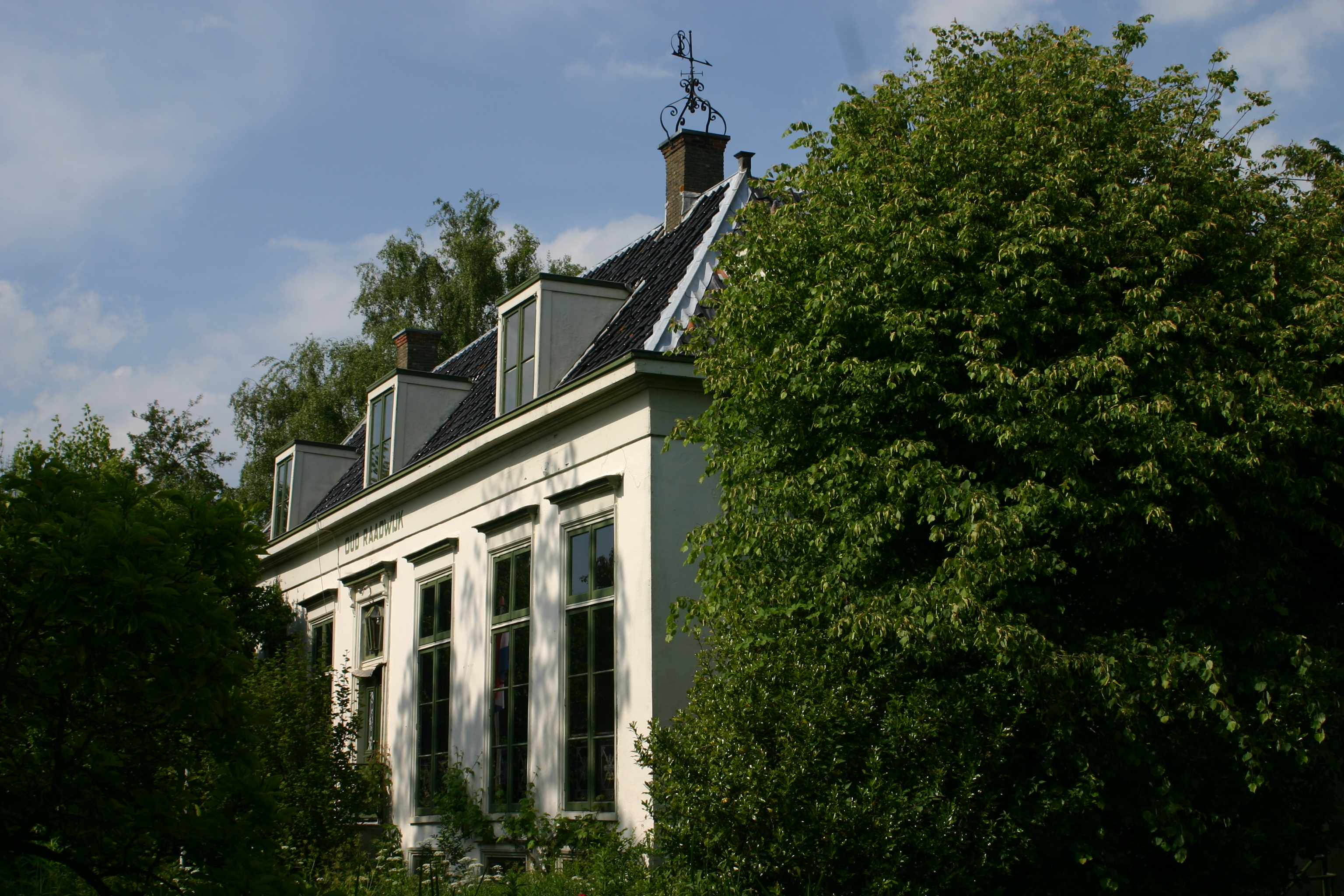
маєток «Oud Raadwijk»
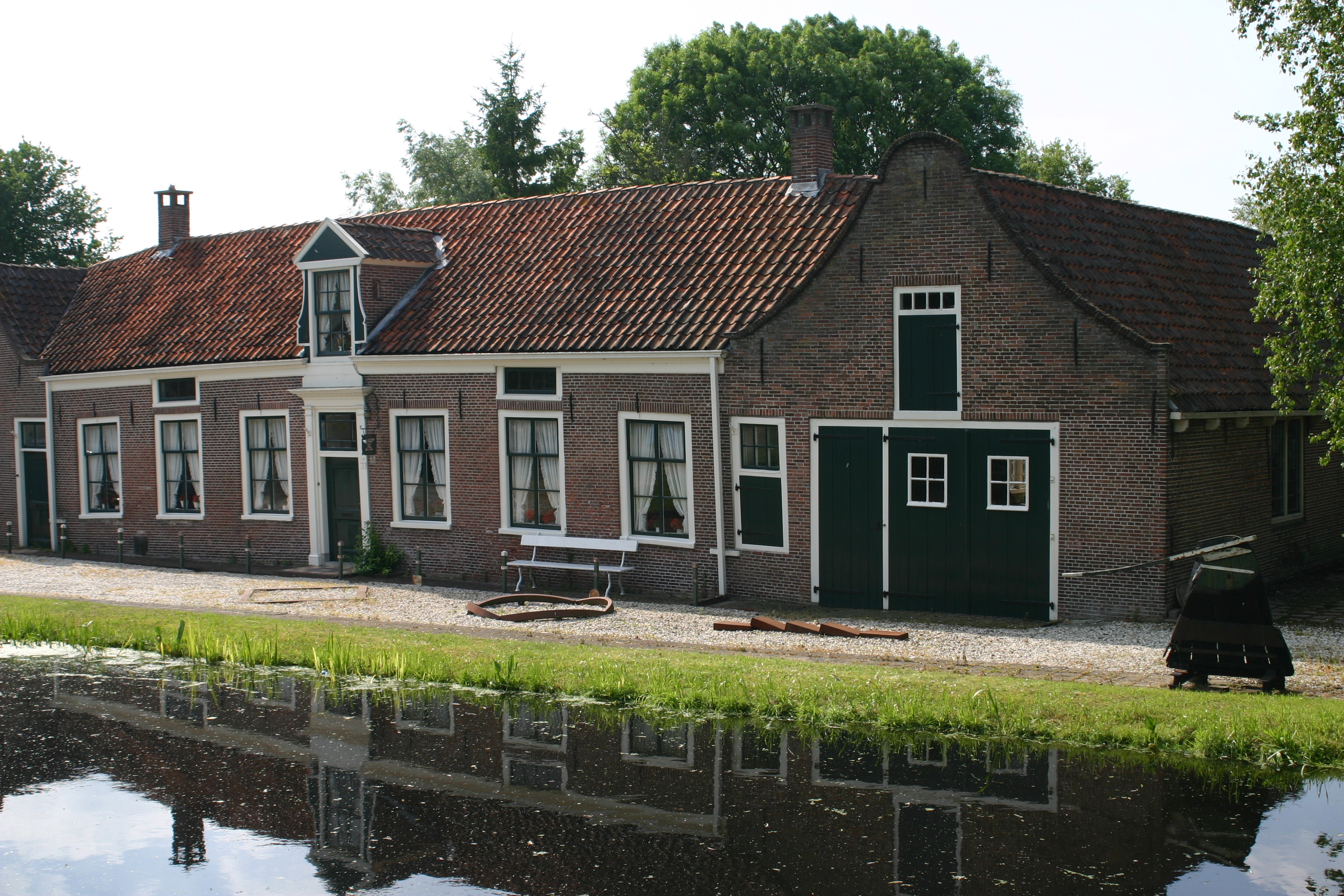
будинок старої верфі
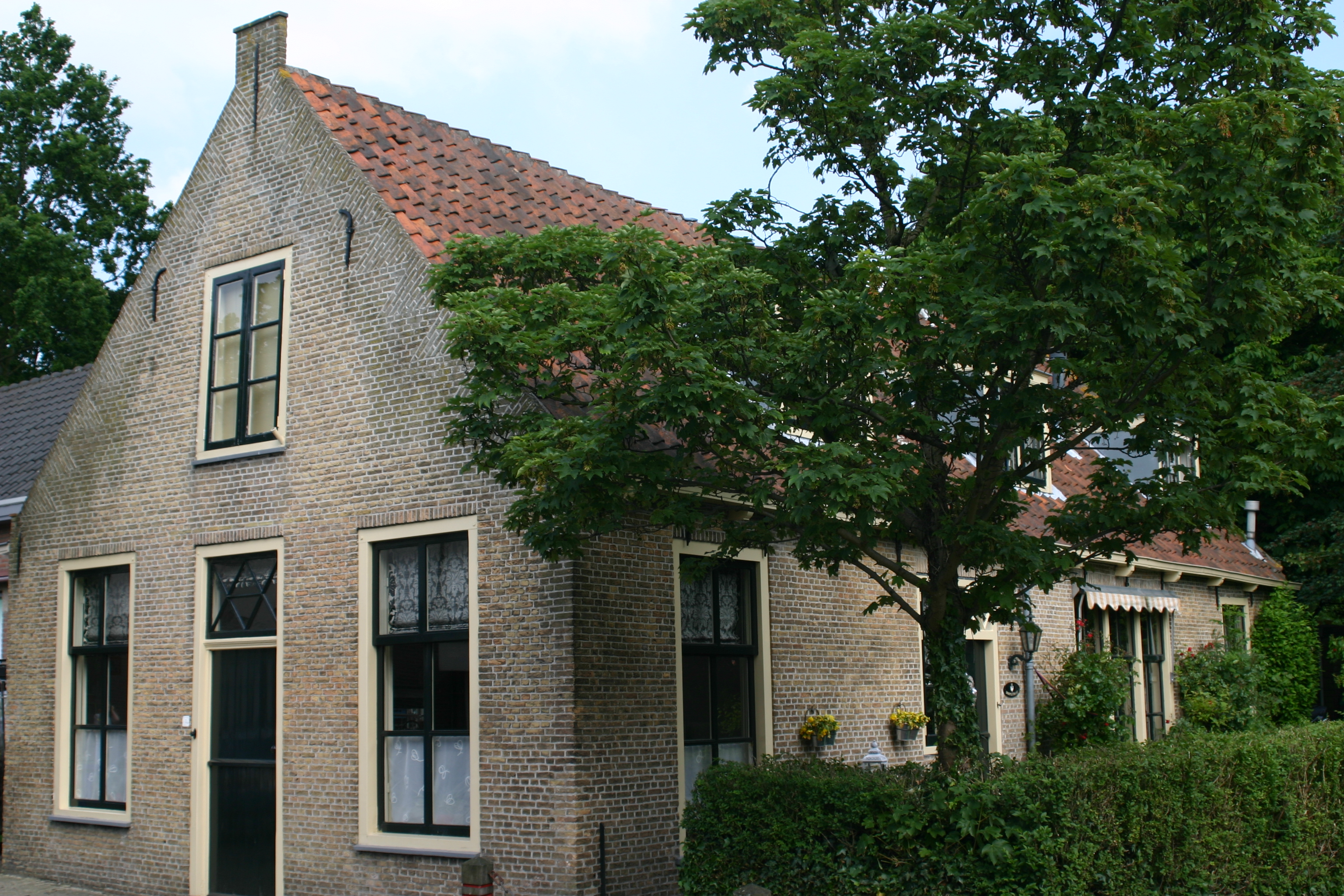
житловий будинок XVIII століття